# Iscaxim (Afeganistão)
Iscaxim (em persa: اشکاشم; romaniz.: Ishkashim ou Eshkāshem) é uma vila na província de Badaquexão, situada no nordeste do Afeganistão, capital do distrito de Iscaxim. Localiza-se às margens do rio Panje, a uma altura em que sua direção muda para o norte. Fica do lado oposto a uma localidade de mesmo nome no Tajiquistão, a qual está ligada desde 2006 por uma ponte.
O clima geralmente é frio, mas muito mais quente que o de áreas vizinhas, como Uacã. Sua população é predominantemente ismaelita nizarita e são chamados iscaximis, o mesmo nome de sua língua. O vale no qual está localizada fica numa importante área estratégica, pois comanda a única rota entre o Badaquexão, Xiguenã e Uacã acessível durante o inverno. Havia um forte de lama localizado no centro da vila.
Iscaxim já pertenceu ao emir de Badaquexão, sediado no alto do Amu Dária (Oxo). As terras do Estado se estendiam por cerca de 26 quilômetros ao norte de Iscaxim, nos dois lados do rio, até a fronteira de Garã. Com Zebaque, estava sob domínio direto do naíbe de Zebaque, assim as colocando também indiretamente sob o governador de Badaquexão.